# Cupa României 1952
La Cupa României 1952 è stata la quindicesima edizione della coppa nazionale disputata tra il 7 settembre e il 7 dicembre 1952 e conclusa con la vittoria del CCA București, al suo quarto successo consecutivo.

## Sedicesimi di finale
Gli incontri si sono disputati il 7 e il 25 settembre 1952.
| Squadra 1            | Risultato | Squadra 2                |
| -------------------- | --------- | ------------------------ |
| Casa Armatei Craiova | 0 - 4     | Locomotiva București     |
| Locomotiva Arad      | 2 - 1     | Metalul Câmpia-Turzii    |
| Dinamo Bacău         | 3 - 1     | Metalul București        |
| Flacăra Câmpina      | 3 - 6     | Progresul Oradea         |
| Locomotiva Craiova   | 1 - 3 dts | Spartac București        |
| Flacăra Mediaș       | 2 - 1 dts | Dinamo Brașov            |
| Flacăra Moreni       | 0 - 3     | CA Câmpulung-Moldovanesc |
| Locomotiva Oradea    | 3 - 1     | Flamura Roșie Arad       |
| Înainte Sibiu        | 3 - 3     | Dinamo Bucarest          |
| Flamura Roșie Bacău  | 0 - 2     | Flacăra Ploiești         |
| Casa Armatei Cluj    | 0 - 3     | CCA București            |
| Metalul Hunedoara    | 0 - 2     | Flacăra Petroșani        |
| Metalul Oradea       | 3 - 1     | Locomotiva Târgu-Mureș   |
| Avântul Toplița      | 3 - 2 dts | Metalul Brașov           |
| Progresul Satu-Mare  | 0 - 5     | Știința Cluj             |
| Locomotiva Timișoara | 2 - 1 dts | Știința Timișoara        |

## Ottavi di finale
Gli incontri si sono disputati tra il 1° e il 2 ottobre 1952.
| Squadra 1            | Risultato | Squadra 2                |
| -------------------- | --------- | ------------------------ |
| Locomotiva Arad      | 0 - 1 dts | Progresul Oradea         |
| Dinamo Bacău         | 2 - 6     | CCA București            |
| Locomotiva București | 1 - 3     | Flacăra Ploiești         |
| Spartac București    | 3 - 1     | Flacăra Petroșani        |
| Flacăra Mediaș       | 2 - 3     | CA Câmpulung-Moldovanesc |
| Metalul Oradea       | 2 - 4 dts | Locomotiva Timișoara     |
| Avântul Toplița      | 2 - 5     | Dinamo Bucarest          |
| Locomotiva Oradea    | 2 - 1     | Știința Cluj             |

## Quarti di finale
Gli incontri si sono disputati il 15 ottobre 1952.
| Squadra 1        | Risultato | Squadra 2                |
| ---------------- | --------- | ------------------------ |
| CCA București    | 2 - 1     | Locomotiva Oradea        |
| Dinamo Bucarest  | 3 - 0     | CA Câmpulung-Moldovanesc |
| Progresul Oradea | 3 - 0     | Locomotiva Timișoara     |
| Flacăra Ploiești | 3 - 2     | Spartac București        |

## Semifinali
Gli incontri si sono disputati il 3 dicembre 1952.
| Squadra 1        | Risultato | Squadra 2        |
| ---------------- | --------- | ---------------- |
| CCA București    | 3 - 2     | Dinamo Bucarest  |
| Flacăra Ploiești | 4 - 0     | Progresul Oradea |

## Finale
Vittoria della squadra della capitale al quarto successo consecutivo
| Arbitro: | Andrei Bölöni (Brașov) |

|                                       |           |  |
| Victor Moldovan 9’ Nicolae Drăgan 56’ | Marcatori |  |